# Lycinus longipes
Espèce
Lycinus longipes est une espèce d'araignées mygalomorphes de la famille des Pycnothelidae.

## Distribution
Cette espèce est endémique d'Argentine,. Elle se rencontre dans les provinces de Córdoba, de Santiago del Estero, de Salta, de Catamarca, de La Rioja, de San Juan, de Mendoza et de Neuquén.

## Description
Le mâle holotype mesure 20,5 mm.
Le mâle décrit par Schiapelli et Gerschman en 1967 mesure 25,5 mm.
La femelle décrite par Goloboff en 1995 mesure 33,15 mm.

## Publication originale
- Thorell, 1894 : « Förteckning öfver arachnider från Java och närgrändsande öar, insamlade af Carl Aurivillius; jemte beskrifningar å några sydasiatiska och sydamerikanska spindlar. » Bihang till Kungliga Svenska Vetenskaps-Akademiens Handlingar, vol. 20, no 4, p. 1-63 (texte intégral).